# Sa Bangji
Sa Bangji (coreano: 사방지) fue una persona intersexual coreana nacida en el siglo XVI durante la Dinastía Joseon, como queda reflejado en los Anales de Joseon. 

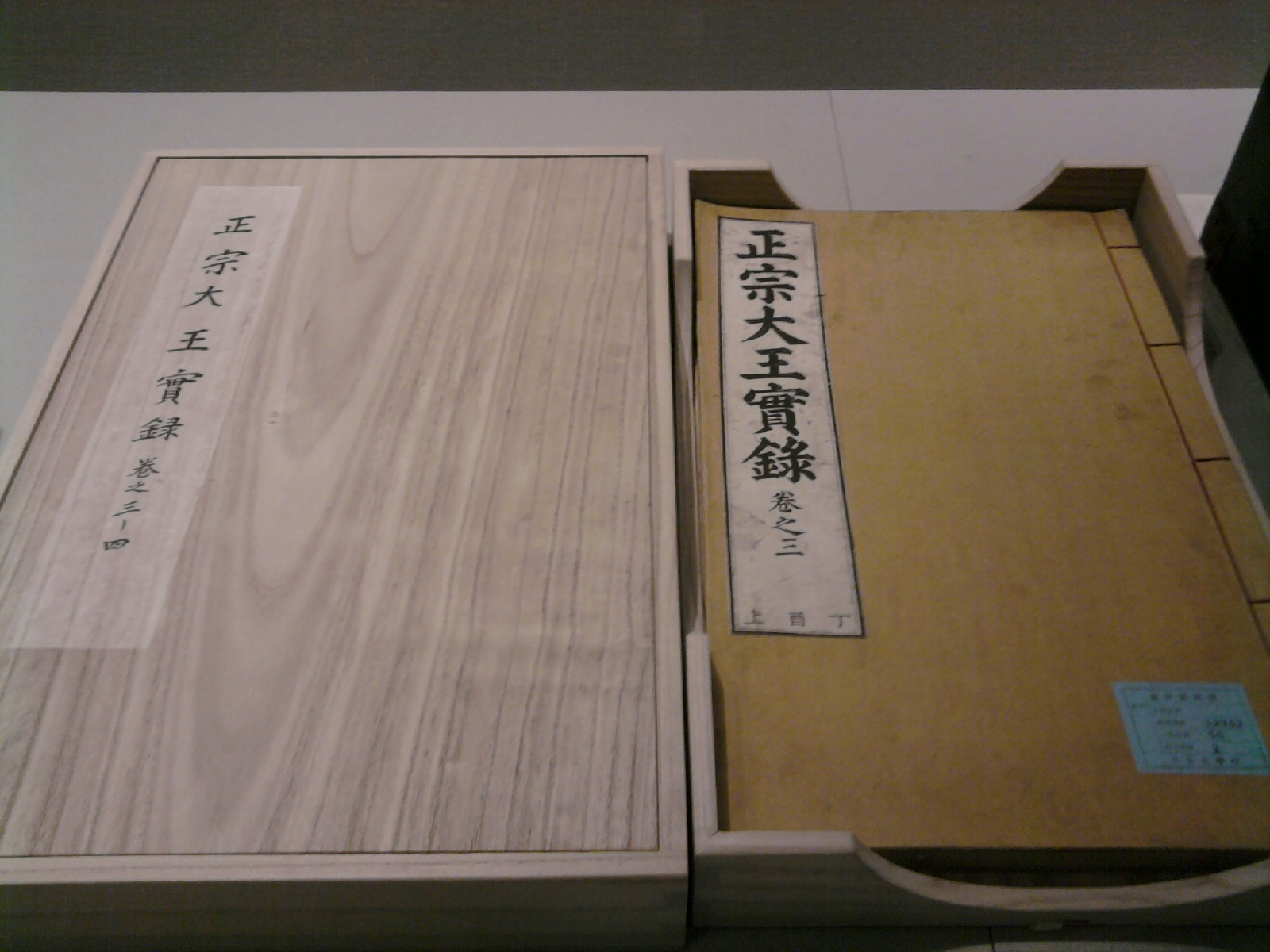
Anales de Joseon, imagen de la Universidad Nacional de Seúl

No es el único caso del que se habla en este libro (Im Seong-hu).

## Biografía
Nació con hipospadias y tuvo una educación femenina. En los anales, aparece un escándalo de cómo luego mantuvo relaciones con una viuda.

## Posteridad
En 1988 se realizó una película sobre el caso, protagonizada por la actriz  Lee Hye-young.